# 中共中央党校出版社
中共中央党校出版社（英語：Central Party School Press），是一家中华人民共和国出版社，位于北京市海淀区大有庄100号，隶属于中共中央党校。

## 概述
1980年2月，出版社成立。出书范围哲学、政治经济学、科学社会主义、中共党史、党的建设、国际政治、法学、文史科技知识等方面的教材、理论专著、文献、资料及工具书等。其中范若愚、江流主编的《科学社会主义概论》，在1987年获中央党校优秀科研一等奖。仇启华主编的《现代垄断资本主义经济》，1987年获“吴玉章世界经济学奖”一等奖；高光等主编的《中国社会主义初级阶段阶级结构研究》，是中国“六五”重点项目，1988年获全国通俗政治理论读物二等奖。

## 相关
- 中共中央党校理论研究室